# Mud (Alaska)
Pour les articles homonymes, voir Mud.

La rivière Mud est un cours d'eau d'Alaska, aux États-Unis située dans la  Région de recensement de Yukon-Koyukuk. C'est un affluent de la   rivière Innoko, elle-même affluent du  fleuve Yukon.

## Description
Longue de 57 milles (92 km), elle coule en direction du sud-ouest sur 29 milles (47 km) puis se dirige vers le sud pour rejoindre la rivière Innoko à  52 milles (84 km) au nord-ouest d'Ophir.
Son nom a été publié par l'United States Geological Survey en 1965. Son nom indien Kluklaklatna avait été référencé en 1908 par A.G. Maddren.

## Sources
- (en) « Mud (Alaska) », Geographic Names Information System